# Ханко (военно-морская база)
Ханко — военно-морская база советского Балтийского флота на полуострове Ханко, существовавшая в 1940—1941 годах.

## Создание
12 марта 1940 года между Финляндией и СССР был подписан Московский мирный договор, завершивший Советско-финскую зимнюю войну 1939—1940 годов. По одному из условий этого договора СССР получил в аренду часть полуострова Ханко (Гангут), включая город Ханко и его порт, и морскую территорию вокруг него, радиусом в 5 миль к югу и востоку и в 3 мили к северу и западу, и ряд островов примыкающих к нему, сроком на 30 лет для создания на нём военно-морской базы, способной оборонять вход в Финский залив, защищая Ленинград. В целях охраны морской базы Советскому Союзу предоставлялось право содержать там за свой счёт необходимое количество наземных и воздушных вооружённых сил.
Жителям Ханко было отведено 10 дней на то чтобы покинуть город.
20 марта 1940 года нарком ВМФ Н. Г. Кузнецов приказал командующему Балтийским флотом сформировать военно-морскую базу Ханко.
2 апреля 1940 года из Ленинграда к Ханко отошёл первый караван судов с грузом, материальной частью артиллерии и другим имуществом. В город прибыло 28 000 советских граждан, из которых 5 000 были гражданскими лицами.

## Состав сил базы
- управление базы (командование и штаб, политотдел)
- военный порт 2-го разряда
- 3-й дивизион эскадренных миноносцев («Артем», «Володарский», «Карл Маркс», «Энгельс»)
- 2-й дивизион базовых тральщиков (Т-208, Т-210, Т-213)
- 26-й дивизион подводных лодок (М-90, М-95, М-96, М-97)
- 2-й отряд торпедных катеров (три звена)
- звено сторожевых катеров (три катера типа МО-4)
- отдельный артиллерийский дивизион (10 батарей: 9 130-мм, 3 100-мм и 18 45-мм орудий)
- участок ПВО (61-й и 93-й артиллерийские зенитные дивизионы)
- 8-я отдельная стрелковая бригада
- смешанный авиаполк[1]

## Оборонительные работы
20 июня 1940 года было утверждено постановление Комитета Обороны при СНК СССР «Об утверждении организации КБФ и мероприятиях по усилению обороны западных районов Финского залива» и намечались меры «для создания организации ПВО на полуострове Ханко и обеспечения строительства береговой обороны на островах Эзель, Даго и южном побережье Ирбенского пролива».
28 июля Главный военный совет ВМФ СССР рассмотрел и одобрил план обороны в Прибалтике и на Ханко, разработанный комиссией И. И. Грена и утвердил план военно-строительных работ по военно-морской базе Ханко. Для его выполнения был создан 3-й особый строительный отдел (начальник Г. С. Дубовский).
За короткое время советские военные укрепили арендованную территорию. На Ханко были передислоцированы две крупнокалиберные железнодорожные батареи калибра 305 и 180 миллиметров, также были построены и введены в строй два артиллерийских дивизиона береговой обороны. На острове Руссааре строилась 305-мм башенная четырёхорудийная батарея, которая после ввода в строй должна была стать основой артиллерийской обороны базы в морском секторе (к июню 1941 года были готовы только котлованы под башни).
На перешейке, соединявшем полуостров с материком, была создана система сухопутной и противодесантной обороны, опирающаяся на доты, дзоты и надолбы, плотно расположенные по фронту и эшелонированные в глубину (их было построено 190). Был прорыт противотанковый ров и установлены проволочные заграждения. Сухопутную оборону базы составляли система заграждений на границе арендованной зоны, два оборудованных оборонительных рубежа и два рубежа непосредственной обороны самого города Ханко, один из которых был обращён фронтом к морю и фактически являлся рубежом противодесантной обороны. Размеры территории базы исключали возможность достижения достаточной глубины всей оборонительной системы, но позволяли создать значительную плотность обороны.
По другую сторону границы, за деревней Лаппохья, финские солдаты возвели свою линию обороны. Задачей этой 40-километровой линии Харпарског (фин. Harparskogin linja) было предотвращение прорыва советских войск к Турку, Хельсинки и Тампере.
В первых числах июня 1941 года состояние военно-морской базы проверяли командующий войсками Ленинградского военного округа генерал-лейтенант М. М. Попов, начальник штаба округа генерал-майор Д. Н. Никишев, командующий Краснознаменного Балтийского флота вице-адмирал В. Ф. Трибуц и представитель военного отдела ЦК ВКП(б) Н. В. Малышев. Прибывшие осмотрели строительство дотов, береговую батарею на острове Хесте-Бюссе и ряд других объектов.
На полуострове к началу войны находилась 8-я стрелковая бригада под командованием полковника Н. П. Симоняка, усиленная артиллерийским полком, зенитным артиллерийским дивизионом, танковым и сапёрным батальонами, а также батальоном связи. Сектор береговой обороны располагал несколькими железнодорожными и стационарными батареями с орудиями калибром от 305 до 45 мм. Противовоздушная оборона базы состояла из двенадцати 76-мм батарей и авиаэскадрильи (11 самолетов И-153 и И-15). В непосредственном подчинении базы находились 3 сторожевых катера «МО-4» и несколько малых катеров. Общая численность гарнизона базы составляла 25 300 человек.
Несмотря на стратегически выгодное расположение базы, ни эсминцы, ни тральщики до войны не имели в ней постоянного базирования. К началу войны в базе находилось только четыре подводные лодки: одна находилась в дозоре, остальные ремонтировались в Таллине.
13-й истребительный полк, насчитывающий 60 самолетов, базировавшийся на базе в июне 1941 года оставил на Ханко только одну эскадрилью И-153, остальные три эскадрильи под Ленинградом получали новые самолеты. Кроме того, на Ханко размещалась 81-я отдельная авиационная эскадрилья (ОАЭ) гидросамолетов МБР-2.
Незадолго до войны командиром базы был назначен генерал-майор береговой службы С. И. Кабанов.

## Великая Отечественная война
22 июня 1941 года, после начала операции «Барбаросса» военно-воздушные силы Германии атаковали базу. После начала 25 июня 1941 года советско-финской войны к боевым действиям против базы присоединились войска Финляндии.
Свыше 5 месяцев гарнизон оборонял Ханко, удерживая противника на том же рубеже, на котором встретил начало войны. Более того, были с боями захвачены ещё 19 расположенных вокруг базы мелких островов с целью улучшения позиций обороняющихся. Оборона Ханко вошла в историю советского военно-морского искусства как пример героической и умелой борьбы в шхерно-островном районе.
В октябре-декабре 1941 года защитники базы были эвакуированы по морю в Ленинград и Кронштадт. При этом произошла одна из самых страшных трагедий на море во время Великой Отечественной войны — подрыв на своих же минах советского турбоэлектрохода «Иосиф Сталин», который использовался как военный транспорт «ВТ-521» и на борту которого, несмотря на расчётные 512 человек пассажиров, находилось 5589 военнослужащих Красной Армии (по другим сведениям на борту находились не только военнослужащие, но и женщины с детьми, эвакуировавшиеся с Ханко).